# René Legros
Pour les articles homonymes, voir Legros.
René Legros, né le 19 juin 1872 à Fécamp en Seine-Inférieure où il est mort le 26 juillet 1954, est un inventeur français.
Il a perfectionné, inventé, et fabriqué plusieurs moteurs et différentes automobiles, ainsi que de nombreux accessoires utilisés sur les voitures modernes. Il était aussi passionné d’histoire et de photographie, il réalisa d’ailleurs de nombreux articles dans le bulletin des amis du vieux Fécamp ainsi que de nombreuses photographies tirées sur carte postale. Il était aussi le vice-président de la première radio libre du pays de Caux, Radio Normandie.

## Biographie
- 1894 : René Legros entre en possession d’un phaéton 7 ch, la première voiture construite par Hippolyte Panhard, qui ne pouvait dépasser les 20 km/h. Cette première voiture avait couru un Bordeaux-Paris et, en 1930, il s'est couvert de gloire lors de la course Paris-Deauville.

- De 1894 à 1897 : en étudiant les premiers modèles de ce genre, René Legros va perfectionner et inventer ses modèles. Il se consacre à de nombreuses recherches, à des essais multiples sur divers modèles dont il fait régulièrement l'acquisition. Il étudie d'abord les moteurs existants et travaille à la fois sur les 4-temps et les 2-temps. Il coopère avec les premiers constructeurs Panhard-Levassor, Peugeot, le marquis de Dion, ainsi qu'avec des ingénieurs isolés qui, comme lui, cherchent à améliorer des moteurs. Il travaille aussi avec de nombreuses revues qualifiées. Il fait des essais et tâtonne sur divers moteurs et châssis. Il réalise de nombreux pour modifier, simplifier, inventer pour améliorer. Il se rend de plus à tous les concours.

- De 1897 à 1900 : jusqu'en 1897, il s'en tiendra à des expériences, des essais. Mais pour l'Exposition Universelle de 1900, il met au point une voiturette légère à pétrole se présentant sous la forme d'une caisse "spider" à deux places, moteur 3 ch à ailettes, pour un prix de 3.600 francs, et d'un deuxième type : dog-car à trois ou quatre places, moteur 4 ch, pour un prix de 4 000 francs. Il annonce, en même temps, un break-tonneau à quatre places, 5 ch. Sa voiture s'appelle « La Plus Simple ». Elle est élégante, solide, n'a pas de chaînes, pas de pignons d'angle. Le poids de cette voiture allait de 230 à 260 kg suivant les types. Il faut croire que cette voiture constituait un progrès puisque La Plus Simple obtenait la médaille de bronze à l'Exposition universelle de 1900. En même temps, René Legros se voyait accorder une médaille d'or pour une voiture électromobile de 1 250 kg, construite en collaboration avec l'ingénieur Albert Meynier, avec lequel il restera en relation pendant quelque dix ans. Cette voiture sans chaînes ni différentiel, alimentée par un moteur développant jusqu'à 8 ch et pesant 102 kg, est suspendue sur ressorts pour éviter au maximum les secousses. Elle possède freins électriques et mécaniques, accumulateurs et lanternes électriques. Elle est munie d'une batterie de 500 kg et peut parcourir 100 kilomètres sans recharge à 10 km/h de moyenne. La licence de fabrication en fut cédée aux Éts Henneton à Paris, le 1er juillet 1901.

- 1904 : apparaît le moteur à deux temps, soit à deux, soit à trois cylindres, de 10 à 12 chevaux, équipant un châssis spécialement conçu pour son utilisation. Certes, des essais de moteurs deux-temps avaient été faits par ailleurs, mais l'application pratique en revient à René Legros. Il lance ses moteurs sur mer, et le cruiser « René Legros » de 18 ch remportera des succès : médaille d'or et premier prix aux régates de Fécamp 1905, 1906 et 1907, une médaille d'argent et un deuxième prix à la Grande Semaine Maritime en 1906, puis aux régates du Havre, la même année, une médaille d'argent et un troisième prix.

- 1906 : il remporte une épreuve de réputation européenne : le Concours de Régularité Paris-Monte-Carlo-Paris du 25 novembre au 5 décembre. Il gagnera le prix de sa catégorie avec diplôme et plaquette d'argent offerts par l'International Sporting Club de Monte-Carlo. Sa 10 ch a fait merveille et elle constituera l'un des clous du Salon où elle sera exposée toute couverte de glorieuse poussière. René Legros a surpris tous les techniciens de l'époque et on lui voyait le plus brillant avenir. Notamment grâce à ses nombreux brevets qu'il prit : pour son moteur à deux temps, pour son cardan à facettes qui joue le rôle d'une articulation souple et facilite les transmissions, pour un manchon élastique d'accouplement combiné avec l'embrayage lui-même, ce qui évite une usure prématurée et même des ruptures et, partant, des inconvénients majeurs. Il est plus intéressé par la recherche que par les honneurs. Premier constructeur qui ait pu réaliser pratiquement le moteur à deux temps, il n'en tire aucune gloire. Son affaire se développant de plus en plus, René Legros est obligé de prendre à Paris même des représentants, tels les Hanriot, avec lesquels il passe contrat le 6 juillet 1900, s'engageant à leur fournir d'abord trois puis six voitures par mois, avec une commission de 10 %. Mais la guerre mit en faillite l'entreprise de René Legros, qui tomba ensuite dans l'oubli et mourut le 26 juillet 1954.

## Brevets
| Année        | Brevet                                                                                                |
| ------------ | --- |
| Avril 1899 : | Moteur électrique pour automobile et transformateur électrique, en collaboration avec Albert Meynier. |
| Avril 1900 : | Freins électriques.                                                                                   |
| Juin 1900 :  | Combinateur pour voitures électriques.                                                                |
| 1901 :       | Manchon élastique.                                                                                    |
| 1902 :       | Cardan à facettes.                                                                                    |
| 1903 :       | Rhéostat-radiateur, en collaboration avec G. Viel.                                                    |
| 1903 :       | Ventilateur-ozoneur, en collaboration avec G. Viel.                                                   |
| 1904 :       | Moteur à deux temps.                                                                                  |

## Récompenses
| Année             | Récompenses                                                                 |
| ----------------- | --------------------------------------------------------------------------- |
| 1896:             | Exposition de Rouen, médaille de bronze.                                    |
| 1900:             | Exposition Universelle de Paris, médaille de bronze.                        |
| 1900:             | Exposition de Lille, médaille d'or.                                         |
| 1901:             | Exposition Internationale de l'Automobile, médaille d'or.                   |
| 1904:             | Salon de l'Auto, médaille de bronze (concours d'élégance).                  |
| 1905, 1906, 1907: | Régates de Fécamp, médaille d'or.                                           |
| 1906:             | Grande Semaine Maritime du Havre, médaille d'argent.                        |
| 1906:             | Régates du Havre, médaille d'argent.                                        |
| 1906:             | Paris - Monte-Carlo - Paris, plaquette d'argent de l'I.S.C. de Monte-Carlo. |
| 1906:             | Salon, médaille d'argent.                                                   |
| 1908:             | Société industrielle de Rouen, médaille d'or pour moteur à deux temps.      |
| 1908:             | Première place à la Course de Trouville.                                    |
| 1908:             | Première place au Meeting d'Évreux.                                         |
| 1908:             | Première place à Château-Thierry.                                           |
| 1908:             | Première place à Gaillon.                                                   |
| 1908:             | Régates d'Anvers.                                                           |
| 1908:             | Régates de Santander.                                                       |

## Galerie

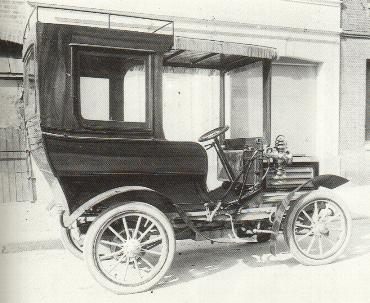
Voiture de René Legros.
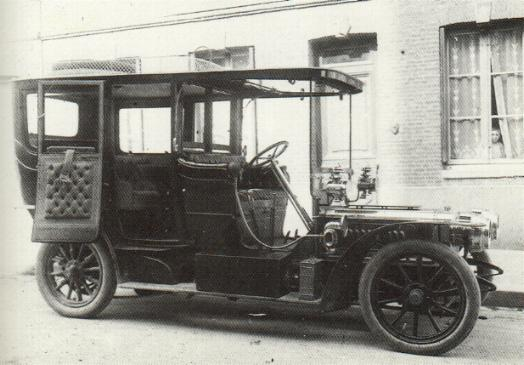
Voiture de René Legros.
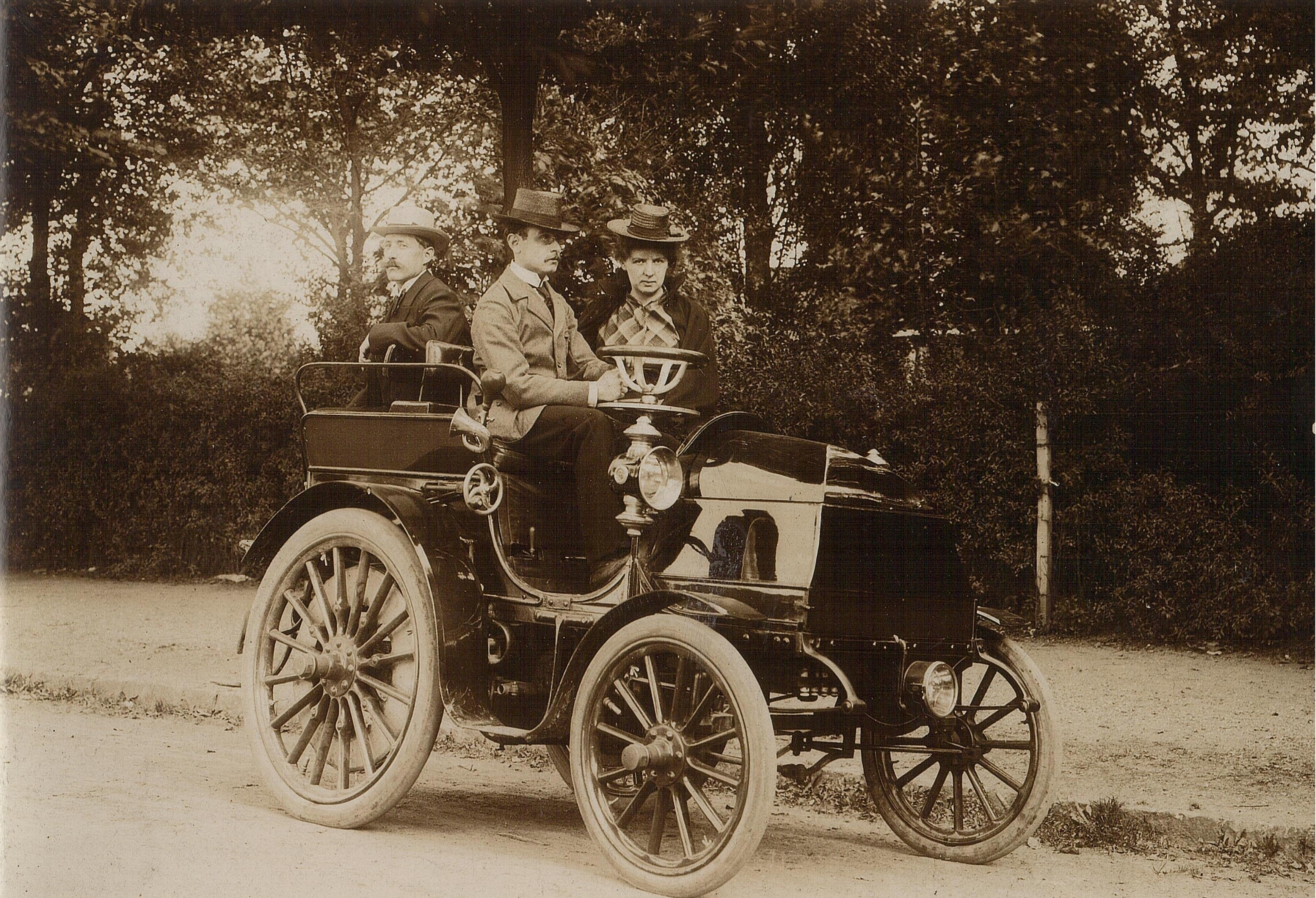
Voiture de René Legros.
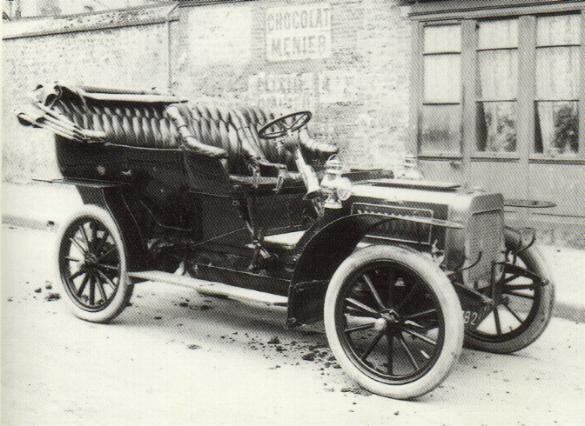
Voiture de René Legros.
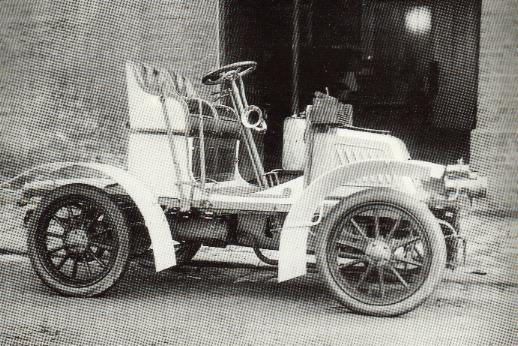
Voiture de René Legros.
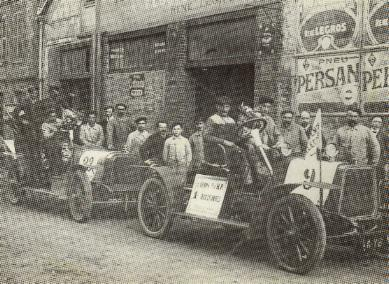
Voiture de René Legros.
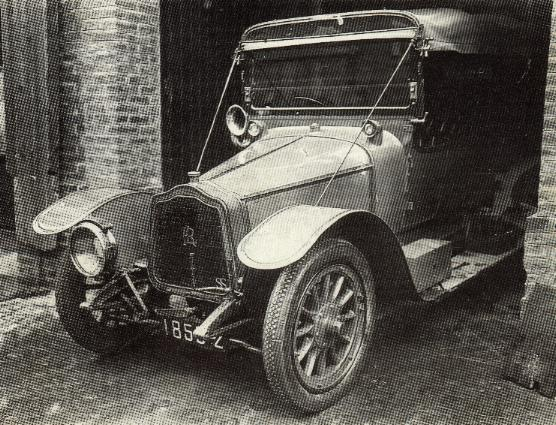
Voiture de René Legros.
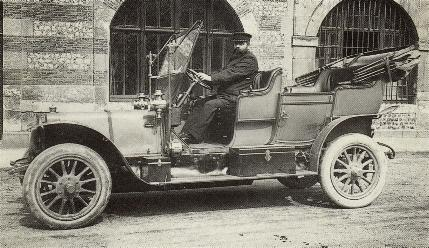
Voiture de René Legros.
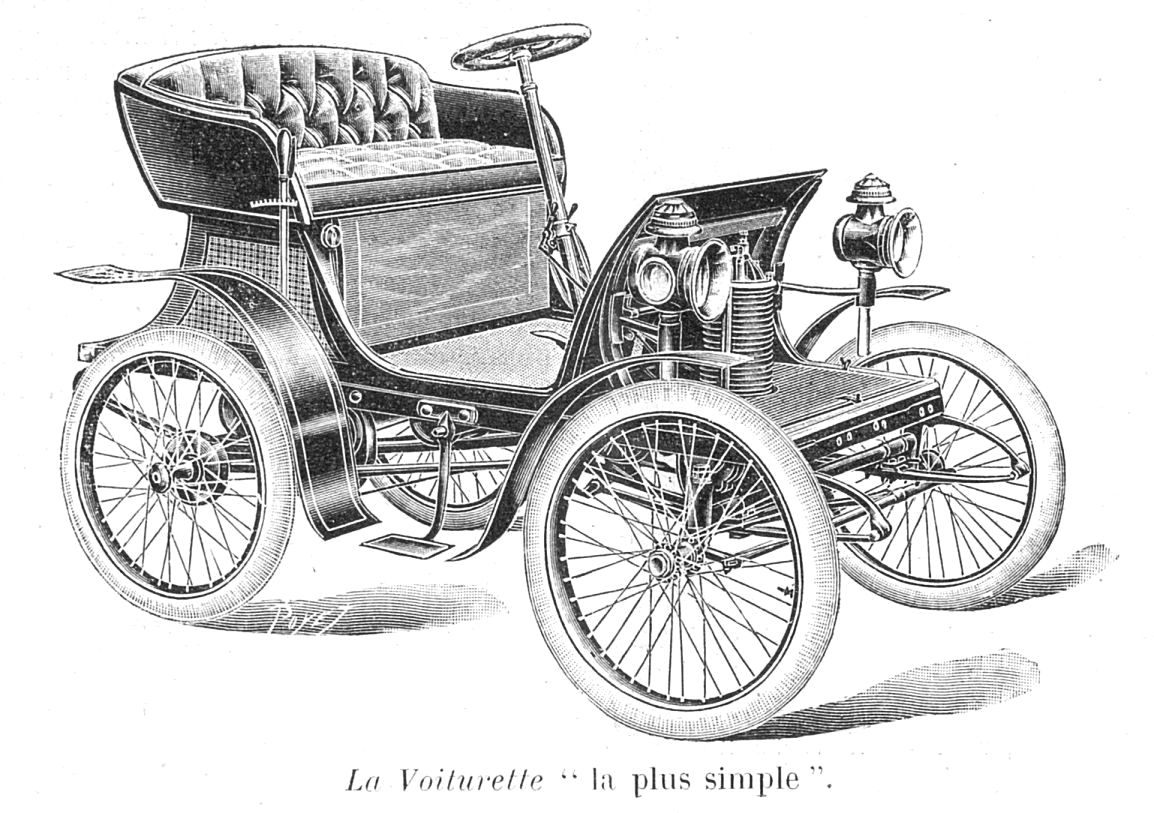
René Legros 'La plus simple' 4 HP (1900).
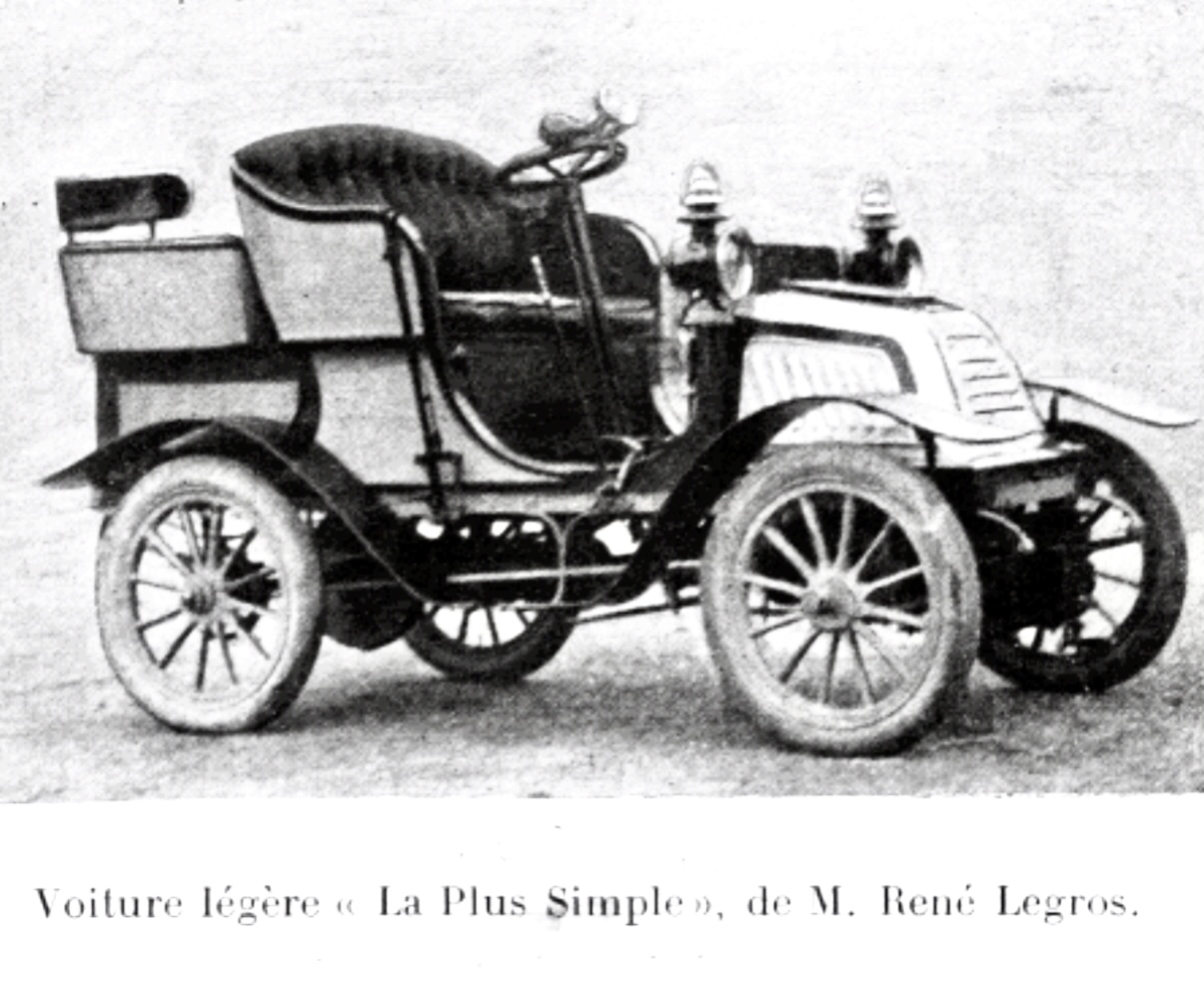
Legros „La plus simple“ 6 CV.
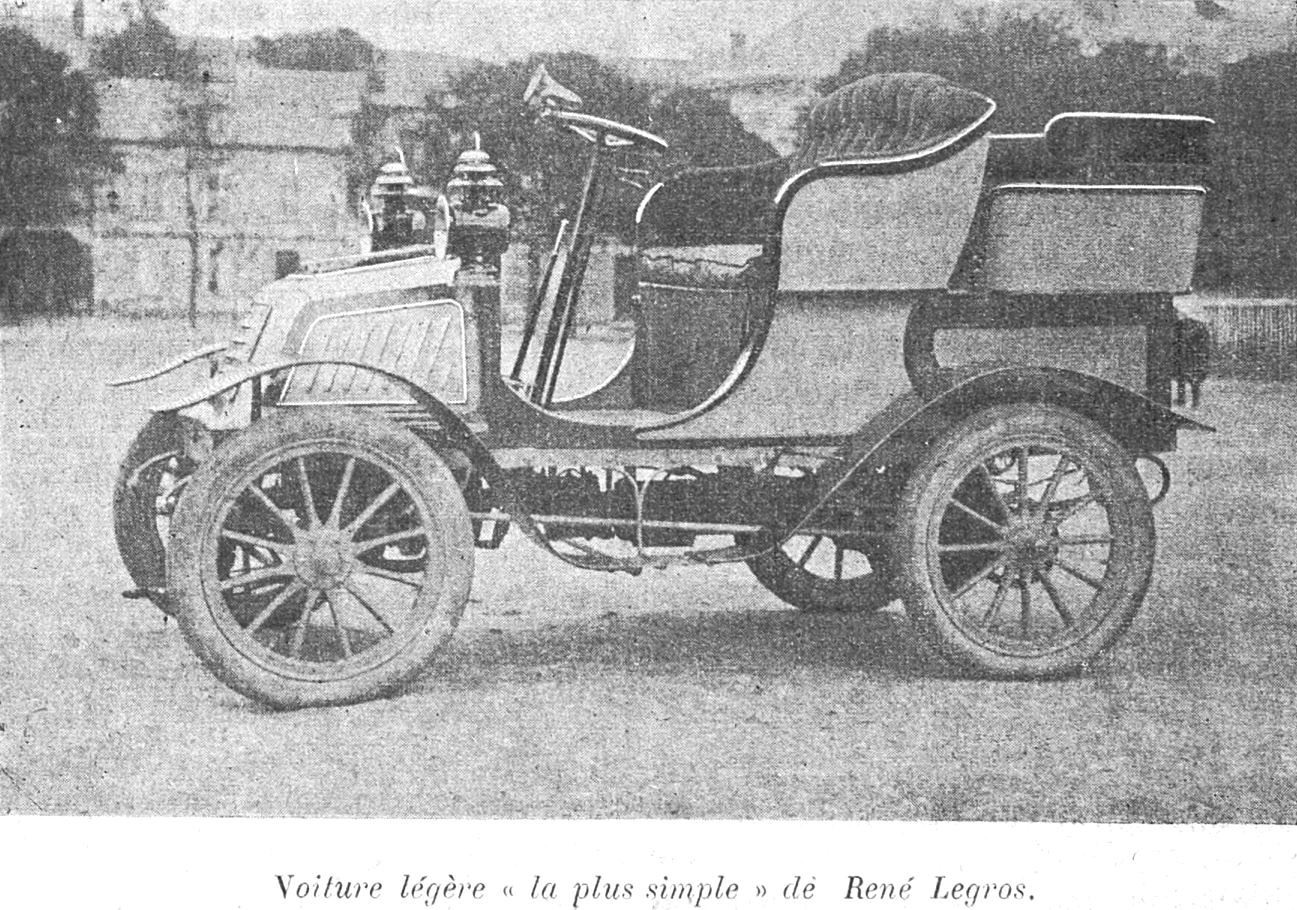
Legros Leichter Wagen 'La plus simple' 6 CV (1901).
- Legros 24 CV.
- Legros Moteur.
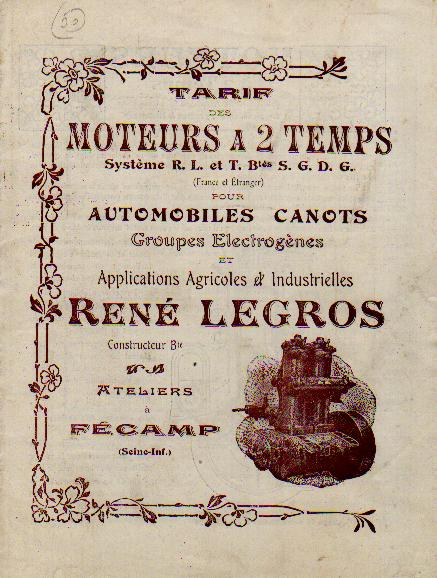
Affiche pour une voiture de René Legros.
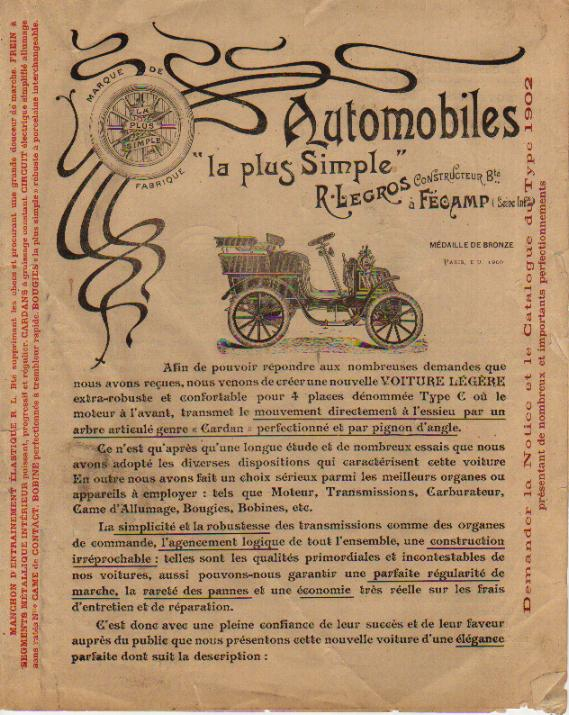
Affiche pour une voiture de René Legros.
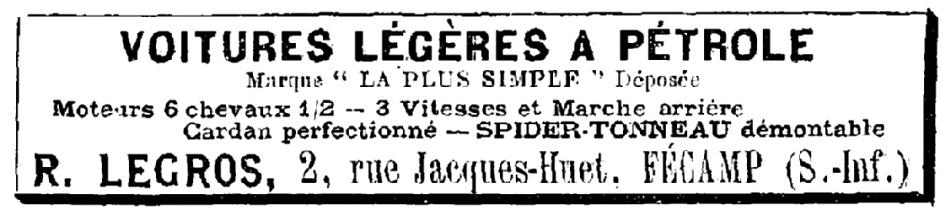
Legros (1900).